# Schellenberg (Leubsdorf)
Schellenberg, bis 1919 Dorf Schellenberg, ist ein Ortsteil der sächsischen Gemeinde Leubsdorf im Landkreis Mittelsachsen.

## Geografie

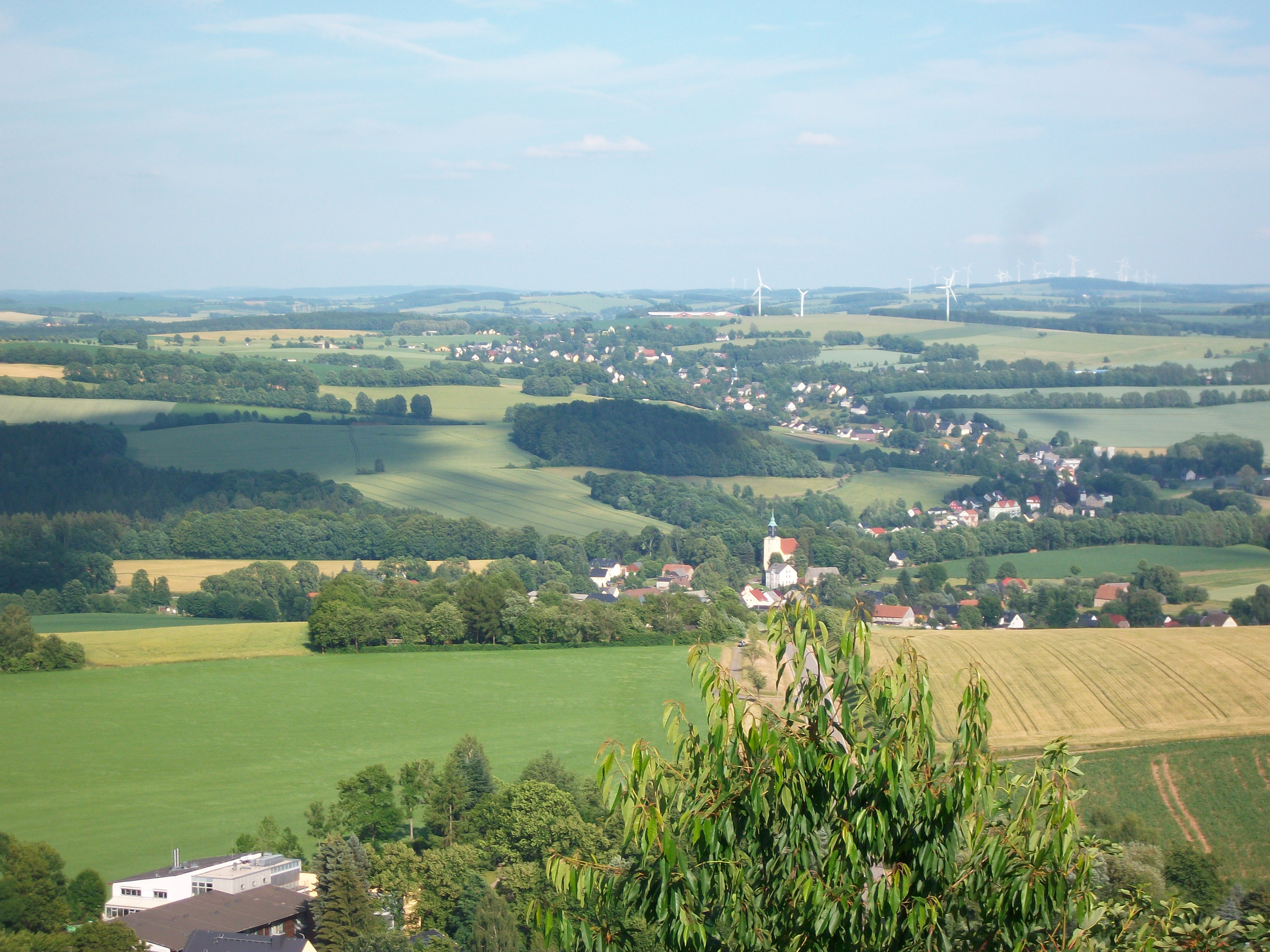
Blick von der Augustusburg auf Schellenberg (vorn) und Leubsdorf (hinten)

Schellenberg liegt etwa 2 Kilometer ostsüdöstlich von Augustusburg im Erzgebirge.
Nachbarorte von Schellenberg sind Hohenfichte im Nordosten, Leubsdorf im Osten, Marbach im Süden, Augustusburg im Westen sowie Grünberg im Nordwesten.

## Geschichte

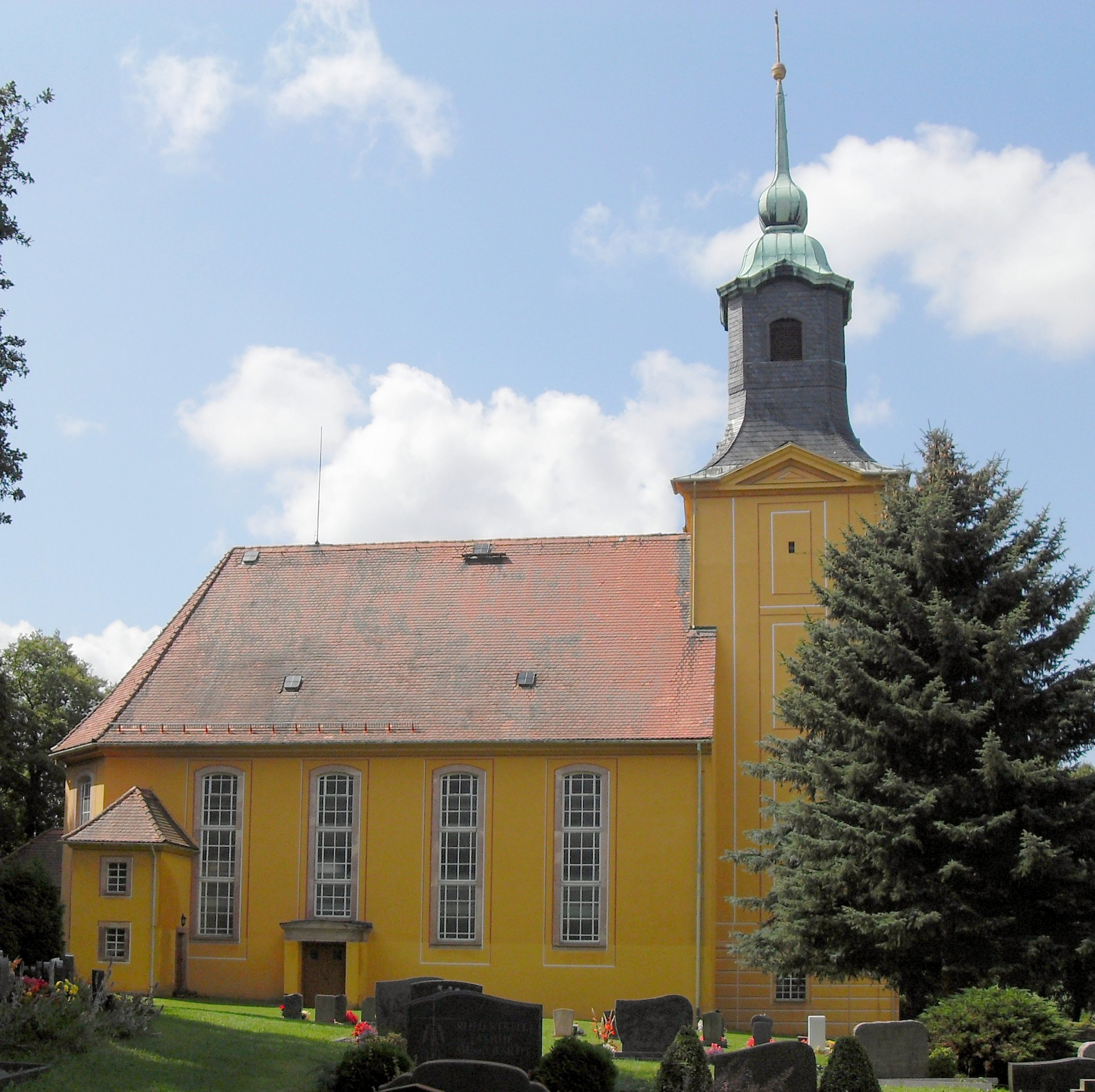
Schellenberger Kirche

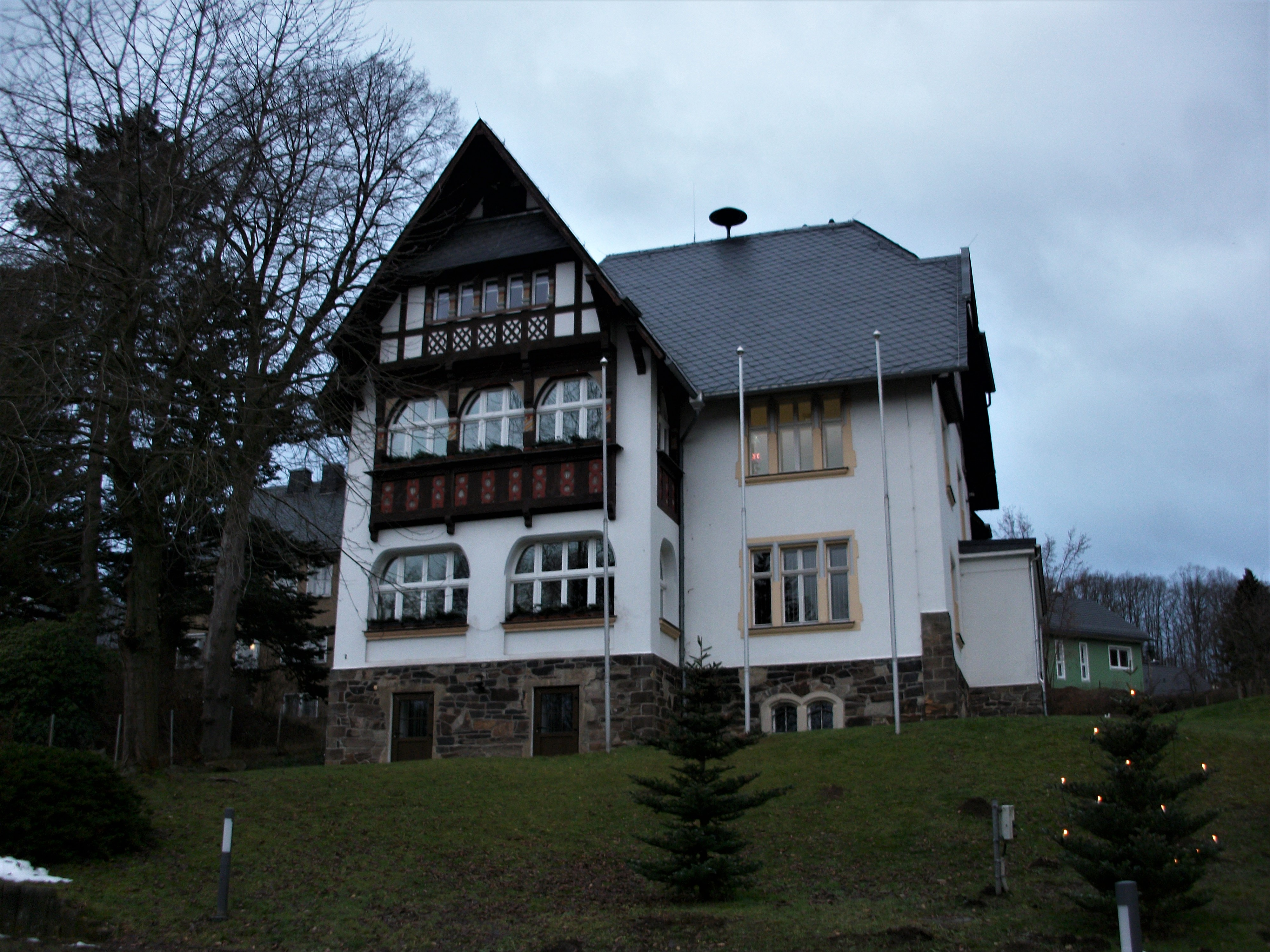
Gemeindeverwaltung Leubsdorf in Schellenberg

Die erste urkundliche Erwähnung des Waldhufendorfs stammt aus dem Jahre 1378 mit Aldin Schelnberg bzw. Aldynschelnberg. Die Bezeichnung kann als Burgenname gedeutet werden oder aber eine Namensübertragung aus dem Altsiedelland sein. Die Kurstadt Bad Pyrmont trug früher ebenfalls die Bezeichnung Schellenberg (= Burg, von der es schallt).
Durch die unmittelbare Nähe zur Burg Schellenberg, wurden die hiesigen Bauern besonders häufig zu Frondiensten wie Jagd und Fischfang herangezogen. Für diesen existierte bei einem Bauern namens Loohs ein Netzschuppen. Der Ort war Amtsdorf des Amtes Augustusburg (vormals Schellenberg). August Schumann schreibt 1814 im Staatslexikon hierzu: „In diesem Dorfe liegt auch der königl. Jagd-Zeug-Schuppen, wo noch im J. 1770 die Wolfszeug- und Hasennetze zur kleinen Jagd, und Bärenfallen, aufbewahrt wurden“.
Die Kirche erhebt sich auf einem steil zur Flöha hin abfallenden Felsen. Den Bau ließ 1777 Johann Christoph Uhlmann aus Börnichen bei Oederan in der Nähe eines mittelalterlichen Vorgängerbaus errichten. Die alte Ortsschule, welche man 1844 mit der Fabrikschule vereinigte, stammt aus dem Jahre 1769. 1844 und 1903 entstanden Schulneubauten.

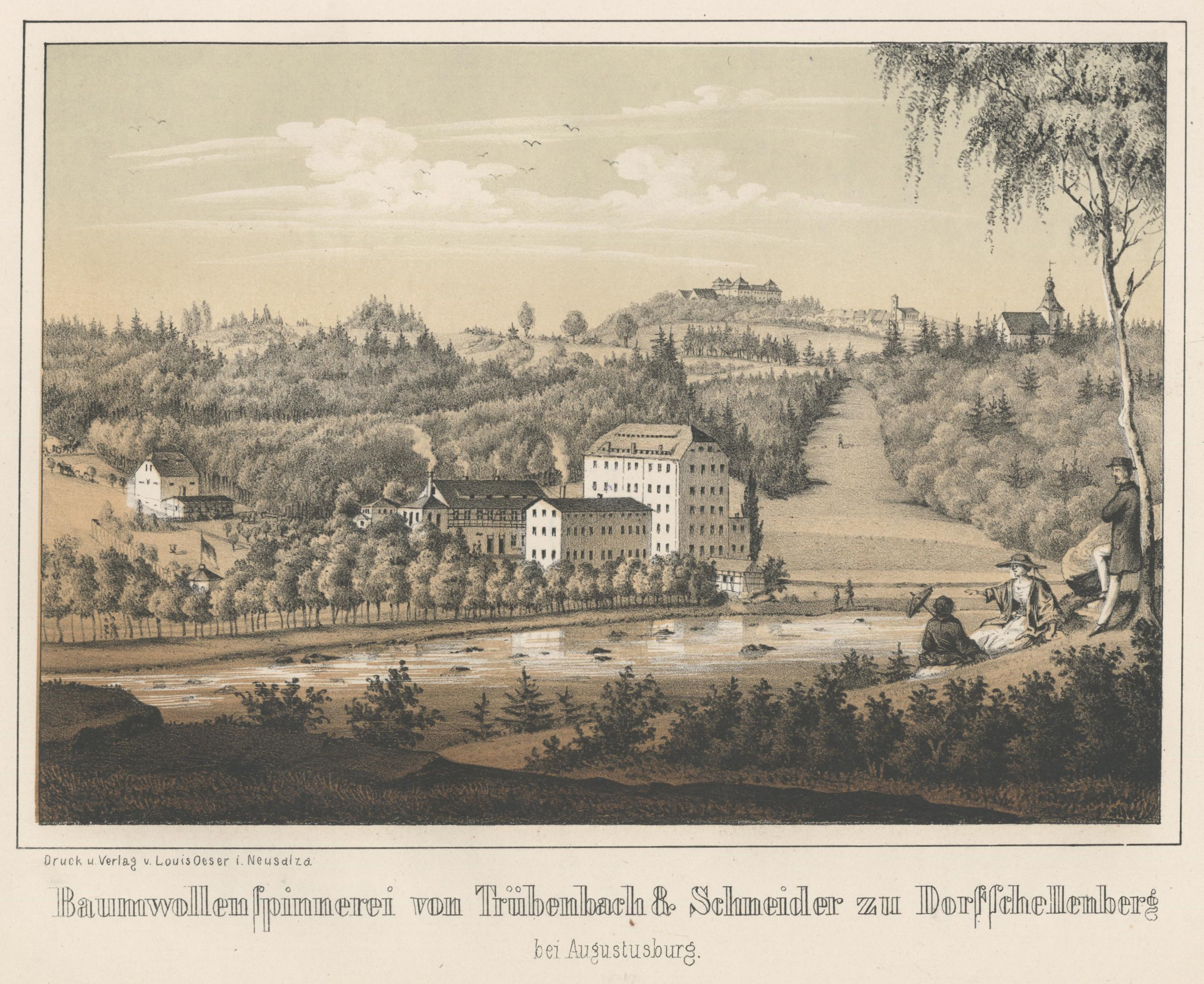
Baumwollenspinnerei von Trübenbach & Schneider (um 1856)

Nach 1945 gründete sich eine LPG, welche sich später der in Marbach anschloss. Die 1838 als Baumwollspinnerei errichtete Fabrik firmierte in DDR-Zeiten als Werk II des „VEB Zwirnerei und Nähfadenfabrik Oederan“. Der „VEB Plasta“ produzierte Leisten, Schläuche und Badematten sowie Ausrüstungsteile für den PKW Trabant.
Zum 1. März 1994 schlossen sich die bis dahin selbstständigen Gemeinden Hohenfichte, Marbach und Schellenberg der Gemeinde Leubsdorf unter diesem Namen an. In Schellenberg befindet sich die Gemeindeverwaltung der Kommune.

## Entwicklung der Einwohnerzahl

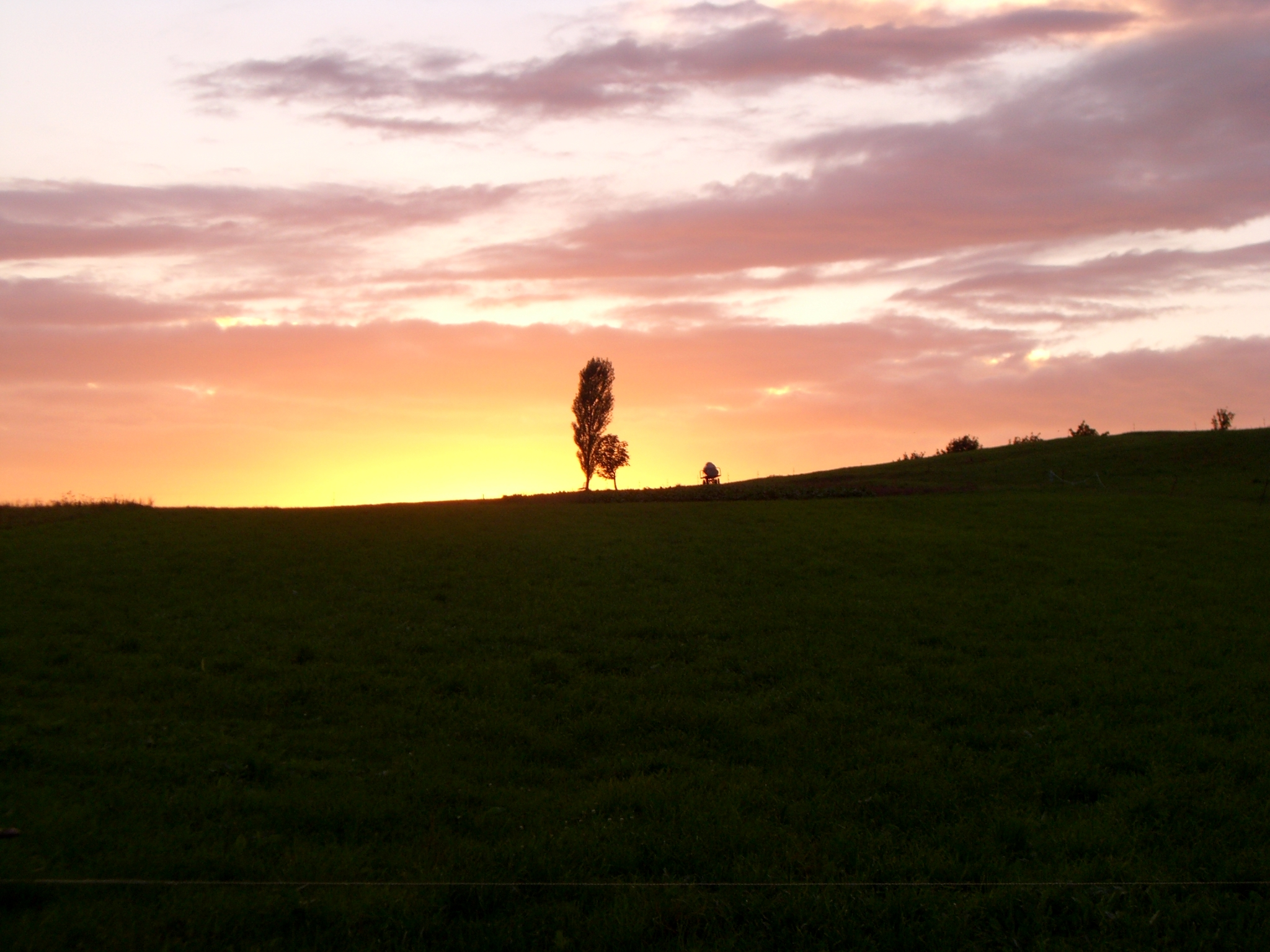
Sonnenuntergang bei Schellenberg

| Jahr | Einwohnerzahl                                         |
| ---- | ----------------------------------------------------- |
| 1551 | 20 besessene Mann, 9 Gärtner, 12 Inwohner, 18 ¾ Hufen |
| 1764 | 21 besessene Mann, 28 Häusler, 19 Hufen               |
| 1834 | 638                                                   |

| Jahr | Einwohnerzahl |
| ---- | ------------- |
| 1871 | 0890          |
| 1890 | 0935          |
| 1910 | 1196          |
| 1925 | 1188          |
| 1939 | 1153          |

| Jahr | Einwohnerzahl |
| ---- | ------------- |
| 1946 | 1263          |
| 1950 | 1211          |
| 1964 | 1081          |
| 1990 | 0749          |
| 1993 | 0725          |

## Persönlichkeiten
- Bernhard Förster (1840–1904), Bergbauingenieur und sächsischer Ministerialbeamter